# Matera
Matera é uma comuna italiana da região da Basilicata, província de Matera, com cerca de 60.524 habitantes (2015). Estende-se por uma área de 392 km², tendo uma densidade populacional de 147,1 hab/km². Faz fronteira com Altamura (BA), Ginosa (TA), Gravina in Puglia (BA), Grottole, Laterza (TA), Miglionico, Montescaglioso, Santeramo in Colle (BA).
A cidade é famosa por seu centro histórico, conhecido como Sassi di Matera, classificado como Património Mundial pela UNESCO em 1993, primeira atração do sul da Itália para receber este reconhecimento.
Matera será a Capital Europeia da Cultura em 2019, ao lado de Plovdiv, Bulgária.

## Demografia
| Variação demográfica do município entre 1861 e 2011                               |
|                                                                                   |
| Fonte: Istituto Nazionale di Statistica (ISTAT) - Elaboração gráfica da Wikipedia |

## Cinema
Em Matera foram gravados muitos filmes por causa da paisagem da cidade, entre os mais famosos estão O Evangelho segundo São Mateus (1964), de Pier Paolo Pasolini e A paixão de Cristo, (2004) de Mel Gibson.
Outros filmes filmados em Matera:
- 1953: A Loba, de Alberto Lattuada
- 1972: Non si Sevizia un Paperino, de Lucio Fulci
- 1974: Allonsanfàn, de Paolo e Vittorio Taviani
- 1975: El árbol de Guernica, de Fernando Arrabal
- 1979: Cristo si è fermato a Eboli, de Francesco Rosi
- 1981: Tre fratelli, de Francesco Rosi
- 1985: O Rei David, de Bruce Beresford
- 1995: O Homem das Estrelas, de Giuseppe Tornatore
- 2006: Maria Madalena, de Abel Ferrara
- 2006: The Nativity Story, de Catherine Hardwicke
- 2006: The Omen, de John Moore
- 2016: O Jovem Messias, de Cyrus Nowrasteh
- 2016: Ben-Hur, de Timur Bekmambetov
- 2017: Mulher Maravilha, de Patty Jenkins
- 2018: Mary Magdalene, de Garth Davis
- 2020: 007 - Sem Tempo para Morrer, de Cary Joji Fukunaga

## Galeria

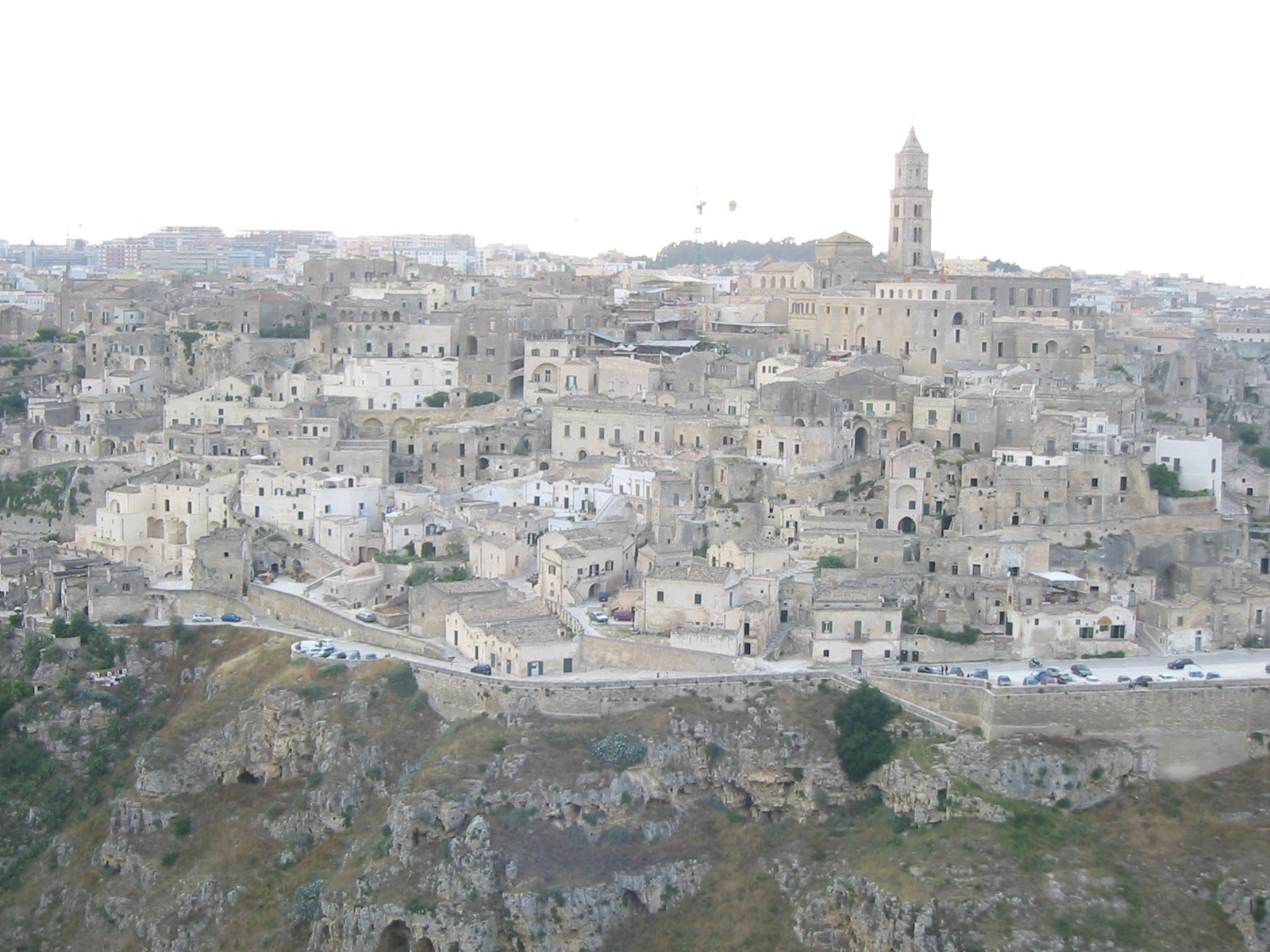
Vista de Matera
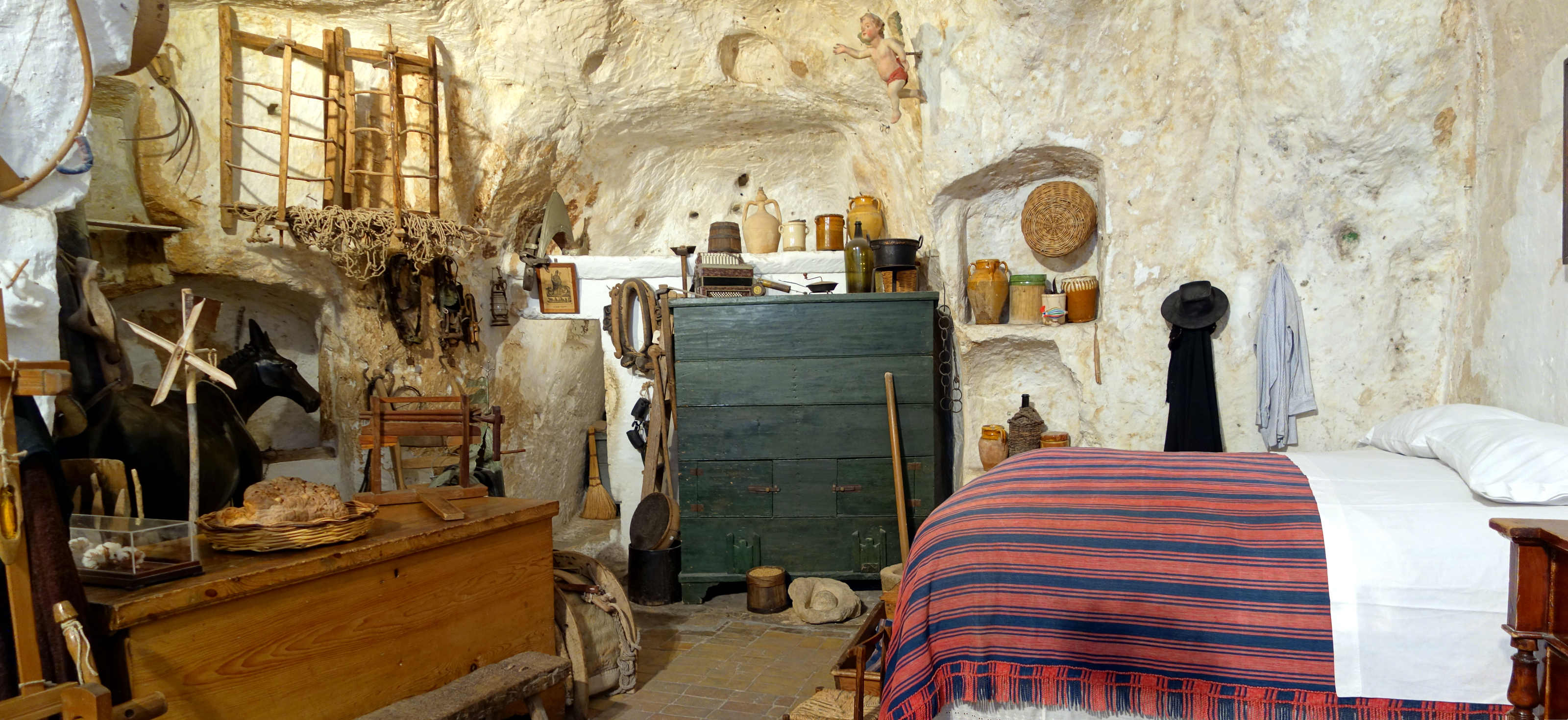
Casa gruta em Sassi di Matera
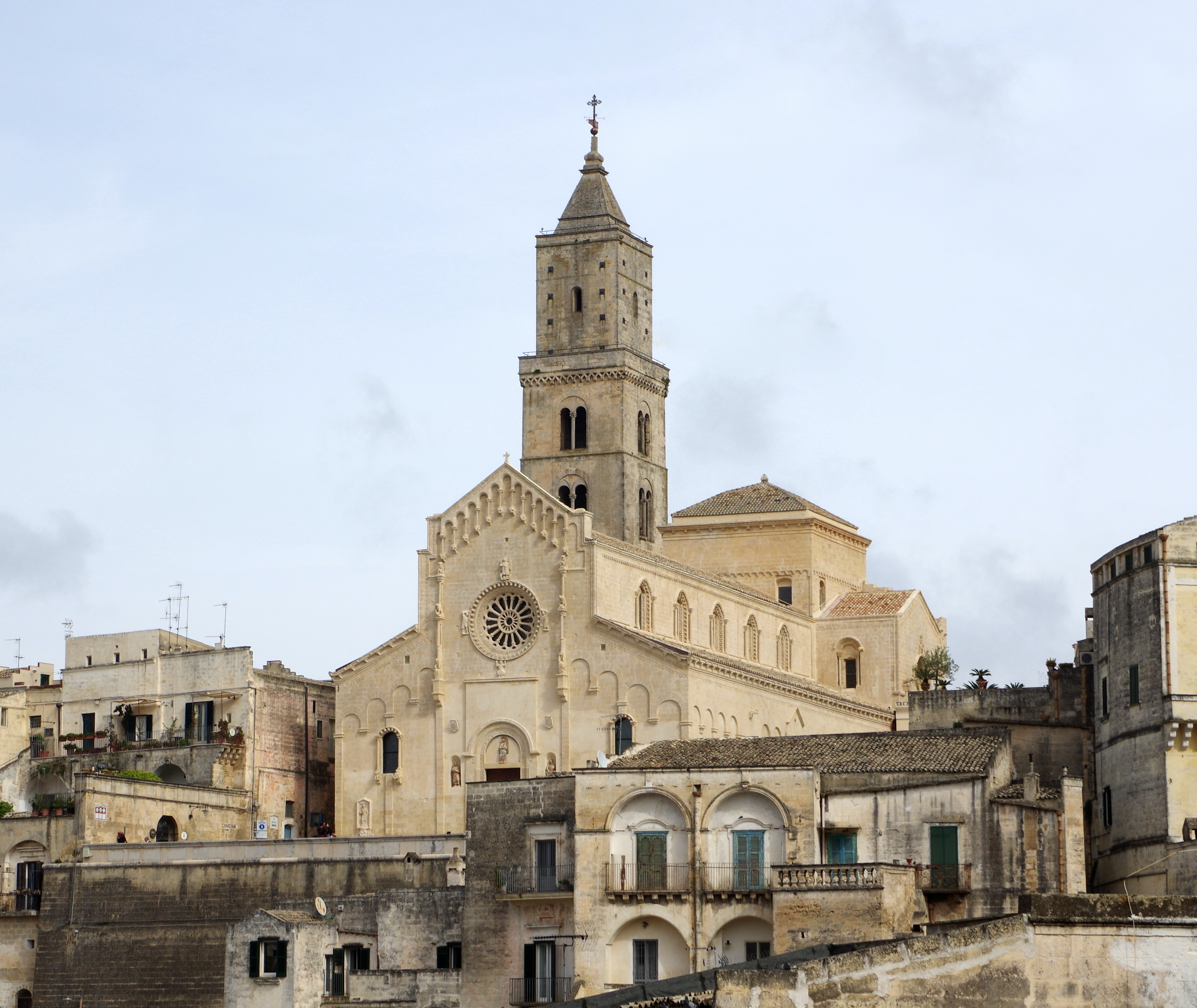
A Catedral de Matera
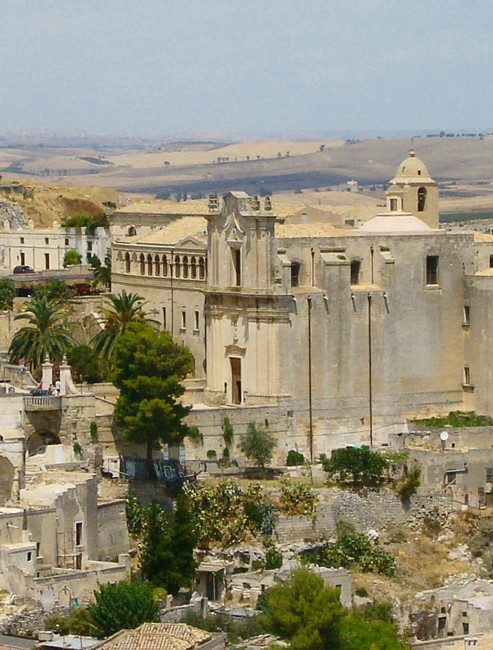
A igreja de Sant'Agostino
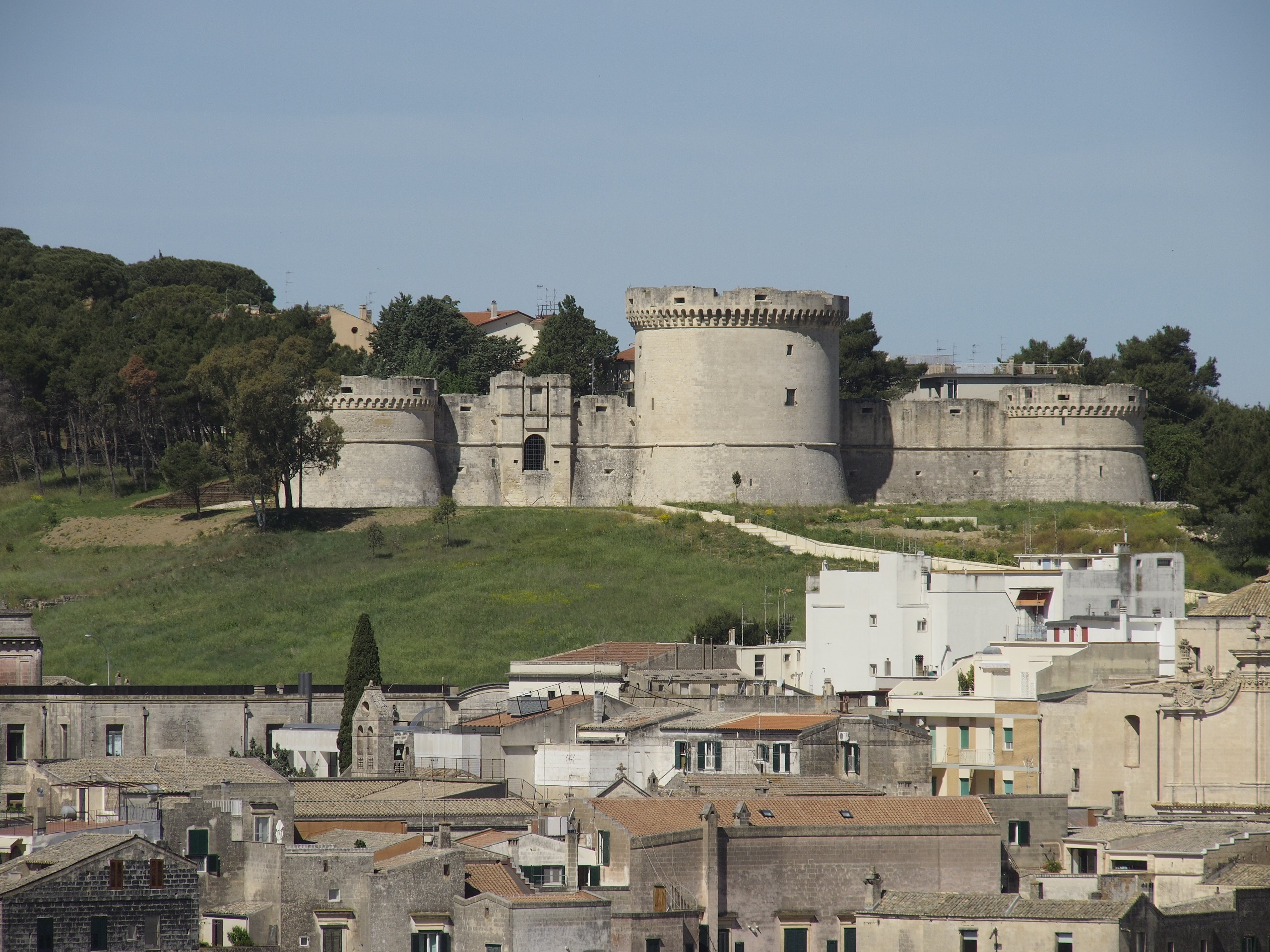
O Castello Tramontano